# فيضة الرفاعية
فيضة الرفاعية هي فيضة، في قضاء السلمان بمحافظة المثنى بالبادية العراقية جنوب العراق، مساحتها 13 كيلومتراً و715 متراً. ويبدأ السالك طريق السلمان بصية بمدينة السلمان غرباً فيمضي شرقاً إلى شاوية ثم إلى القليب ثم تلّ الرفاعي وفيضته التي يكثر فيها السِدر، ثم إلى الهيشريات ثم شعيب الميل ثم الصبيحية ثم شعيب الغانمي ثم الركراك ثم وادي السدير ثم بصية.